# Comuna Hizivșciîna, Liubar
Hizivșciîna (în ucraineană Гізівщинська сільська рада) este o comună în raionul Liubar, regiunea Jîtomîr, Ucraina, formată din satele Demkivți, Hizivșciîna (reședința), Jîtînți, Leninske și Ozerne.

## Demografie
Componența lingvistică a comunei Hizivșciîna
     Ucraineană (98,89%)
     Alte limbi (1,11%)
Conform recensământului din 2001, majoritatea populației comunei Hizivșciîna era vorbitoare de ucraineană (98,89%), existând în minoritate și vorbitori de alte limbi.